# Mount Torrens
Mount Torrens är en ort i Australien. Den ligger i kommunen Adelaide Hills och delstaten South Australia, omkring 33 kilometer öster om delstatshuvudstaden Adelaide. Antalet invånare är 337.
Närmaste större samhälle är Nairne, omkring 18 kilometer söder om Mount Torrens. 
Trakten runt Mount Torrens består till största delen av jordbruksmark. Runt Mount Torrens är det mycket glesbefolkat, med 5 invånare per kvadratkilometer. Genomsnittlig årsnederbörd är 419 millimeter. Den regnigaste månaden är juli, med i genomsnitt 68 mm nederbörd, och den torraste är december, med 8 mm nederbörd.